# Louis Benoît Van Houtte

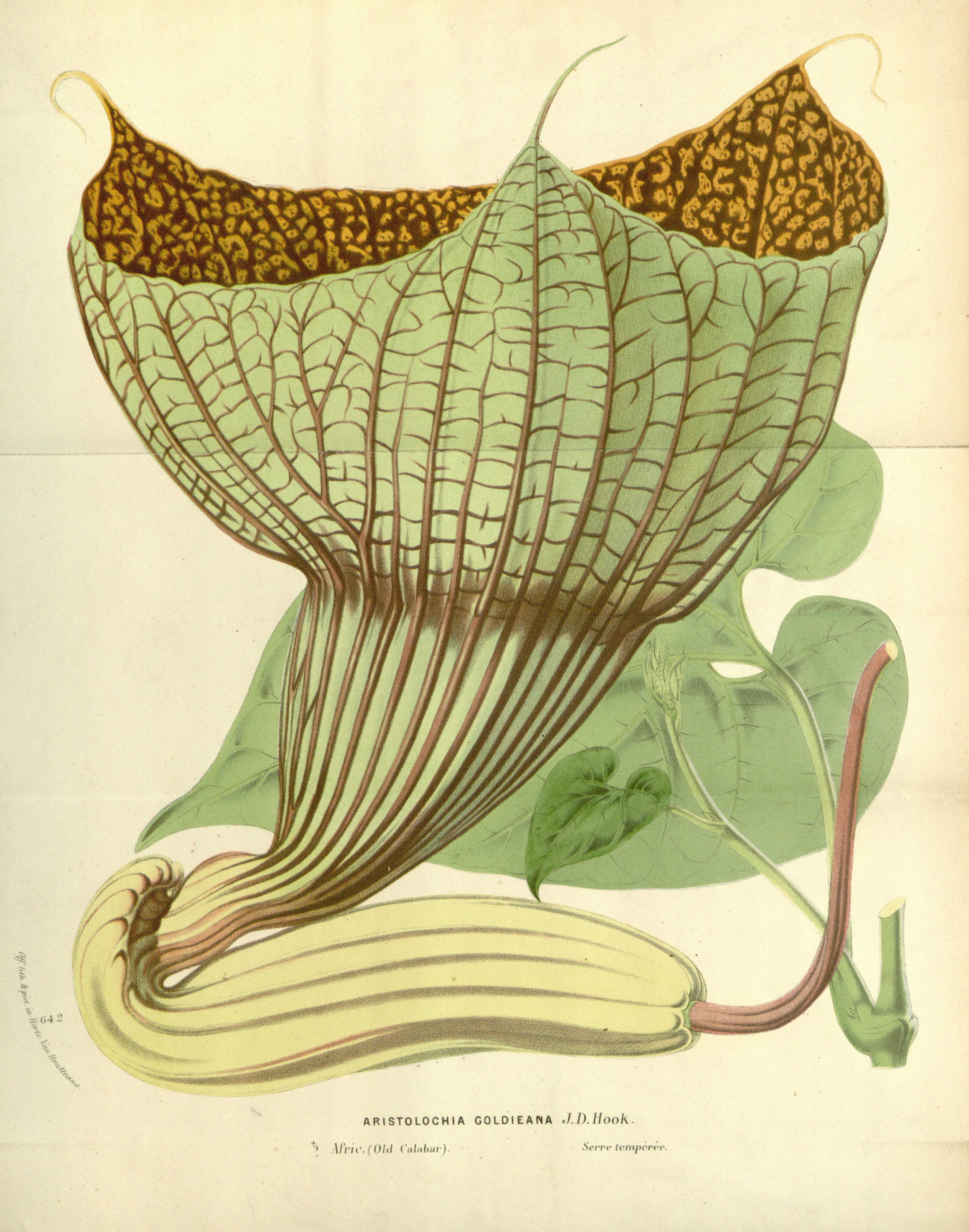
Aristolochia goldieana

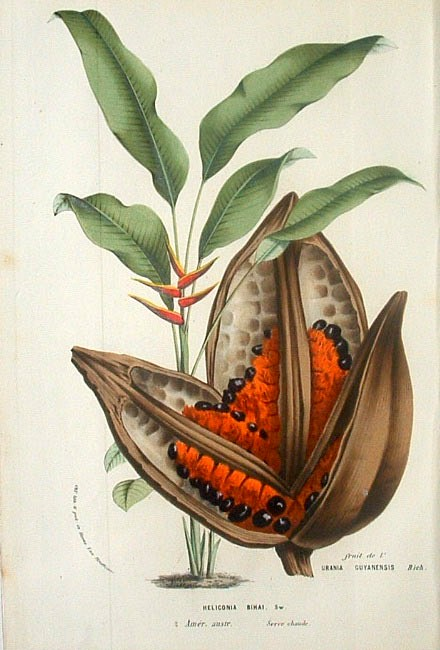
Heliconia bihai Urania guyanensis
Charles Lemaire

Louis Benoît van Houtte (Ypres, 29 de junio de 1810 - Gante, 9 de mayo de 1876) fue un botánico y horticultor belga que trabajó en el Jardín Botánico de su país desde 1836 hasta 1838, y que es reconocido por la revista Flore des Serres et des Jardins de l'Europe, producida con C. Lemaire y M. Scheidweiler.

## Biografía
Tempranamente en su carrera, van Houtte trabajó, en Bruselas, para el Ministerio de Finanzas. Todo su tiempo libre lo ocupaba en la Botánica, visitando los jardines botánicos. Se llevó bien con expertos como Parmentier, el Caballero Parthon de Von, D’Enghien, y jardineros locales.
Houtte fundó L'Horticulteur Belge (1833-1838), un mensuario, en noviembre de 1832. También comenzó un negocio de venta de semillas y herramientas de jardín. La botánica siguió cautivándolo y las plantas tropicales, introducidas a Europa, le dieron mucho material de estudio.
Devastado por la pérdida de su esposa, con quien se había casado recientemente, se trasladó a Brasil a recolectar orquídeas para Parthon de Von y el rey de Bélgica, mientras el jardín botánico, que era una buena empresa comercial, sigue recibiendo nuevas compras de semillas.
Llegó a Río de Janeiro el 5 de enero de 1834, pero por el mal tiempo, hacen escala en Mayo, en las islas de Cabo Verde, arribando en mayo de 1834. Estando en Rio, asciende el Corcovado y recolecta en Jurujuba. Comienza a tener dificultades en transportar todo su equipo, por lo que contrata un asistente y así puede ir a las Montañas Organ.
Su siguiente excursión es a Minas Geraes, donde explora por siete meses, cambiando constantemente de escenarios de Villa Rica, Ouro Preto. Visita Mato Grosso, Goiás, São Paulo, y Paraná.
Se encuentra con un recolector inglés John Tweedie en la Banda Oriental y hacen un número de viajes en conjunto.
Al retorno de esa expedición 1834 a 1836 a Brasil, van Houtte funda la Escuela de Horticultura en Gante y da comienzo a la revista de horticultura Flore des Serres et des Jardins de l'Europe, que comprenderá más de 2000 planchas coloreadas en 23 volúmenes publicados de 1845 a 1883, y algunos volúmenes se publican póstumamente. Fueron colaboradores de la revista Ch. Lemaire y Michael Scheidweiler.
Establecerá un criadero y vivero en Gentbrugge cerca de Gante con su socio Adolf Papeleu. Los conocimientos botánicos de van Houtte, visión para los negocios y facilidad de palabra, le posibilitaron el éxito comercial.
A tono con la orquidiomanía europea de 1845, despacha recolectores hacia América para escudriñar orquídeas y otras exóticas especies. Houtte produce plantas para los conservatorios europeos, cultivando por vez primera a la Victoria amazonica en el continente europeo. Hacia los 1870s el vivero de van Houtte florecía, cubriendo 14 ha y comprendiendo 50 invernáculos. Cuando falleció en 1876, siguió el negocio su hijo.
Creó el género Rogiera (de las Rubiaceae) en honor de su amigo Charles Rogier con quien había peleado en la Revolución Belga de 1830.

## Honores

### Epónimos
Género
- (Gesneriaceae) Houttea Decne. ex Heynh.[4][5]

Especies
- (Bromeliaceae) Quesnelia vanhouttei E.Morren[6]
- (Chrysobalanaceae) Acioa vanhouttei De Wild.[7]
- (Euphorbiaceae) Uapaca vanhouttei De Wild.[8]
- (Iridaceae) Hydrotaenia vanhouttei Baker[9]
- (Leguminosae) Platysepalum vanhouttei De Wild.[10]
- (Orchidaceae) Maxillaria houtteii Beer[11]
- (Rosaceae) Spiraea vanhouttei (Briot) Carrière[12]

Variedades y cultivares
- Salvia splendens 'Van Houttei'
- (Gesneriaceae) Gesneria bulbosa var. houttei (Dumort.) Klotzsch[13]

- La abreviatura «Van Houtte» se emplea para indicar a Louis Benoît Van Houtte como autoridad en la descripción y clasificación científica de los vegetales.[14]